# Arvin
 For alternative betydninger, se Arvin (flertydig). (Se også artikler, som begynder med Arvin)
Arvin er en mindre by beliggende ca. 200 km nord for Los Angeles i Kern County, Californien, USA.
Byen har et indbyggertall på 19.495 (2020) indbyggere. Byen er opkaldt efter den tidligere postmester Arvin Richardson. 